# 에트 더후이
에뒤아르트 "에트" 프란시스퀴스 더후에이(Eduard "Ed" Franciscus de Goeij, 1966년 12월 20일 ~ )는 네덜란드의 은퇴한 축구 선수로 포지션은 골키퍼이다. 20년의 현역 기간 동안, 그는 스파르타 로테르담, 페예노르트, 첼시, 그리고 스토크 시티에서 활약하였다.

## 클럽 경력
그는 1990년에 페예노르트로 이적하여 이곳에서 7년을 활약했었다. 로테르담 시절, 더 후이는 단 8경기만을 결장하였고, 에레디비시를 1회 (1993년) 우승하였고, KNVB컵을 4차례 (1991년, 1992년, 1994년, 그리고 1995년) 우승하였다. 그는 1994년에 네덜란드 올해의 축구 선수로 선정되었었다.
더 후이는 1997년 6월에 페예노르트에서 £2.25M의 이적료에 첼시로 이적하였다. 그는 서런던 시절의 대부분 기간을 주전 골키퍼로 활약하였으며, 풋볼 리그컵, 컵위너스컵 (모두 1997-98 시즌에) 과 1999-2000 시즌 FA컵의 우승 주역이었다. 1999-2000 시즌에 더 후이는 첼시의 한 시즌 최다 출전 (59경기) 기록과 무실점 기록 (27경기) 라는 신기록을 세웠으며, 이는 각각 프랭크 램퍼드와 페트르 체흐가 경신하였다. 더 후이는 이탈리아의 카를로 쿠디치니에게 주전 골키퍼 자리를 빼앗기고 막판 3시즌간 25경기 출장에 그쳤다. 그는 2003년 5월에 첼시와 결별하였다.
2003년 8월, 그는 스토크 시티로 이적하여 2003-04 시즌에 주전 골키퍼 자리를 확보하여 38경기에 출전하였다. 그는 2004-05 시즌에 스티브 시몬센과 주전을 놓고 경쟁해 17경기에 출전하였으나, 2005-06 시즌에는 주전 자리를 잃고 시즌 말에 클럽과 결별하였다.
2007년 7월 6일, 더 후이는 1군 코치로 퀸스 파크 레인저스에 합류하였으나, 잔니 팔라디니 회장은 2007년 12월 6일에 그의 계약을 파기하였다.
그는 현재 네덜란드 에레디비시의 발베이크에서 골키퍼 코치를 맡고 있다.

## 국가대표팀
더후이는 1994년 FIFA 월드컵에서 자국의 경기에 모두 출전하여 네덜란드의 8강행을 이룩하게 했으나, 이 대회 우승팀인 브라질에게 패하였다.

## 통계
- 출처: The English National Football Archive

| 클럽        | 시즌      | 리그         | 리그 | 리그 | FA컵 | FA컵 | 리그컵 | 리그컵 | 기타[A] | 기타[A] | 합계 | 합계 |
| 클럽        | 시즌      | 리그         | 출장 | 골   | 출장 | 골   | 출장   | 골     | 출장    | 골      | 출장 | 골   |
| ----------- | --------- | ------------ | ---- | ---- | ---- | ---- | ------ | ------ | ------- | ------- | ---- | ---- |
| 첼시        | 1997–98   | 프리미어리그 | 28   | 0    | 1    | 0    | 0      | 0      | 10      | 0       | 39   | 0    |
| 첼시        | 1998–99   | 프리미어리그 | 35   | 0    | 6    | 0    | 0      | 0      | 8       | 0       | 49   | 0    |
| 첼시        | 1999–2000 | 프리미어리그 | 37   | 0    | 6    | 0    | 0      | 0      | 16      | 0       | 59   | 0    |
| 첼시        | 2000–01   | 프리미어리그 | 15   | 0    | 0    | 0    | 1      | 0      | 1       | 0       | 17   | 0    |
| 첼시        | 2001–02   | 프리미어리그 | 6    | 0    | 0    | 0    | 0      | 0      | 2       | 0       | 8    | 0    |
| 첼시        | 2002–03   | 프리미어리그 | 2    | 0    | 1    | 0    | 0      | 0      | 0       | 0       | 3    | 0    |
| 첼시        | 합계      | 합계         | 123  | 0    | 14   | 0    | 1      | 0      | 37      | 0       | 175  | 0    |
| 스토크 시티 | 2003–04   | 리그 1       | 37   | 0    | 0    | 0    | 1      | 0      | 0       | 0       | 38   | 0    |
| 스토크 시티 | 2004–05   | 챔피언십     | 17   | 0    | 0    | 0    | 0      | 0      | 0       | 0       | 17   | 0    |
| 스토크 시티 | 2005–06   | 챔피언십     | 2    | 0    | 1    | 0    | 0      | 0      | 0       | 0       | 3    | 0    |
| 스토크 시티 | 합계      | 합계         | 56   | 0    | 1    | 0    | 1      | 0      | 0       | 0       | 58   | 0    |
| 경력 합계   | 경력 합계 | 경력 합계    | 179  | 0    | 15   | 0    | 2      | 0      | 37      | 0       | 233  | 0    |

A. ^  "기타" 열은 커뮤니티실드, UEFA 챔피언스리그, UEFA 슈퍼컵, 그리고 UEFA 컵위너스컵 출장 기록을 포함한다.

## 수상

### 클럽
페예노르트
- 에레디비시: 1992–93
- KNVB컵: 1991, 1991-92, 1993-94, 1994-95
- 요한 크라위프 스할: 1991

첼시
- FA컵: 1999-2000
- 커뮤니티실드: 2000
- 풋볼 리그컵: 1997-98
- UEFA 컵위너스컵: 1997-98
- UEFA 슈퍼컵: 1998

### 국가대표팀
네덜란드 국가대표팀
- FIFA 월드컵 4위: 1998

### 개인
- 네덜란드 올해의 골키퍼: 1993[5]
- 네덜란드 올해의 축구 선수: 1994[5]